# Tourtenay
Tourtenay település Franciaországban, Deux-Sèvres megyében. Lakosainak száma 126 fő (2022. január 1.). Tourtenay Antoigné, Saint-Cyr-la-Lande, Saint-Martin-de-Mâcon, Berrie és Ternay községekkel határos.

## Népesség
A település népessége az elmúlt években az alábbi módon változott:
| Lakosok száma | 131  | 117  | 120  | 117  | 120  | 124  | 127  | 126  | 126  |
|               | 2013 | 2015 | 2016 | 2017 | 2018 | 2019 | 2020 | 2021 | 2022 |